# Klein Offenseth-Sparrieshoop
Klein Offenseth-Sparrieshoop település Németországban, Schleswig-Holstein tartományban. Lakosainak száma 3178 fő (2023. december 31.).

## Népesség
A település népességének változása:
| Lakosok száma | 1889 | 3024 | 3065 | 3122 | 3186 | 3178 |
|               | 1975 | 2017 | 2019 | 2021 | 2022 | 2023 |